# Скрипкинское сельское поселение
Скрипкинское се́льское поселе́ние — муниципальное образование в Викуловском районе Тюменской области Российской Федерации.
Административный центр — село Скрипкино.

## История
Статус и границы сельского поселения установлены Законом Тюменской области от 5 ноября 2004 года № 263 «Об установлении границ муниципальных образований Тюменской области и наделении их статусом муниципального района, городского округа и сельского поселения».

## Население
| 2010 | 2011 | 2012 | 2013 | 2014 | 2015 | 2016 |
| ---- | ---- | ---- | ---- | ---- | ---- | ---- |
| 191  | →191 | ↘185 | ↘183 | ↘182 | ↘171 | ↘164 |
| 2017 | 2018 | 2019 | 2020 | 2021 |      |      |
| ↘158 | ↘152 | ↘143 | ↘131 | ↘121 |      |      |

## Состав сельского поселения
| № | Населённый пункт | Тип населённого пункта       | Население |
| - | ---------------- | ---------------------------- | --------- |
| 1 | Жигули           | село                         | 62        |
| 2 | Пестовка         | деревня                      | 0         |
| 3 | Скрипкино        | село, административный центр | 122       |
| 4 | Тамакуль         | деревня                      | 7         |